# Maurice (Iowa)
Maurice è un comune degli Stati Uniti d'America, situato nello Stato dell'Iowa, nella contea di Sioux.